# Hans Ulrich Steymans
Hans Ulrich Steymans OP (* 23. September 1961 in Köln) ist ein römisch-katholischer Theologe.

## Leben
Er trat im August 1981 ins Noviziat der Dominikaner in Warburg ein. Von 1981 bis 1988 studierte er Theologie in Bonn und Wien und von 1989 bis 2000 altsemitische Philologie und orientalische Archäologie in Wien. Von 1991 bis 1994 war er Vertragsassistent am Institut für alttestamentliche Bibelwissenschaft an der Katholisch-Theologischen Fakultät der Universität Wien. Von 1997 bis 2002 war er Provinzial der Dominikanerprovinz St. Albert in Süddeutschland und Österreich. Von 2002 bis 2004 war er Prior des Dominikanerkonvents zu Augsburg. Nach den Abschlüssen 1994 Doktor der Theologie, 2000 Magister der Philosophie und 2003 Habilitation im Fach Alttestamentliche Bibelwissenschaft vertrat er 2004 den Lehrstuhl am Institut für alttestamentliche Bibelwissenschaft an der Katholisch-Theologischen Fakultät der Universität Wien (Georg Braulik). 1995/1996 und 2003 lehrte er als Gastprofessor an der École biblique et archéologique française de Jérusalem. Seit 2004 ist er Professor an der Universität Fribourg.